# Og (König)

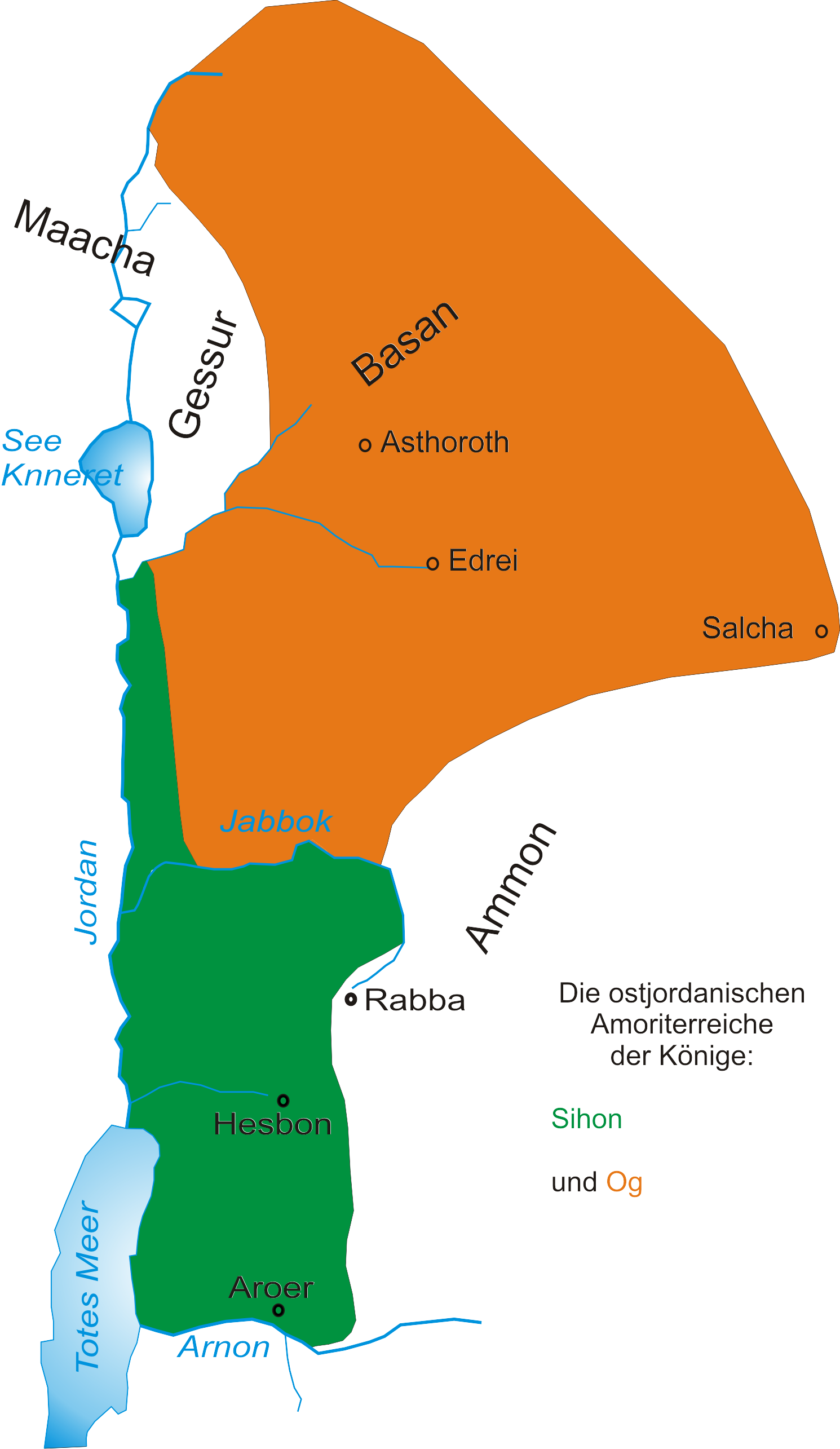
Ostjordanische Amoriterreiche

Og (hebräisch עוֹג) war ein in den fünf Büchern Mose genannter Amurriterkönig in Baschan, an den die Israeliten bei ihrer Ankunft im Ostjordanland Boten sandten mit der Bitte, durch sein Land ziehen zu dürfen. Og verweigerte den Durchzug und zog ihnen mit seinem ganzen Volk zum Kampf entgegen. Er wurde jedoch bei Edreï (heutiges Darʿā in Syrien) von den Israeliten geschlagen. Die Israeliten nahmen die Städte der Hochebene, ganz Gilead und den ganzen Baschan bis nach Salka und Edreï ein. Das Gebiet wurde dem halben Stamm Manasse zugeteilt. In der Bibel in 5 Mos 3,11  wird Og als der letzte der Riesen bezeichnet, sein eisernes Bett war 9 Ellen lang und 4 Ellen breit (4,71 m × 2,09 m).